# Gerda Siemer

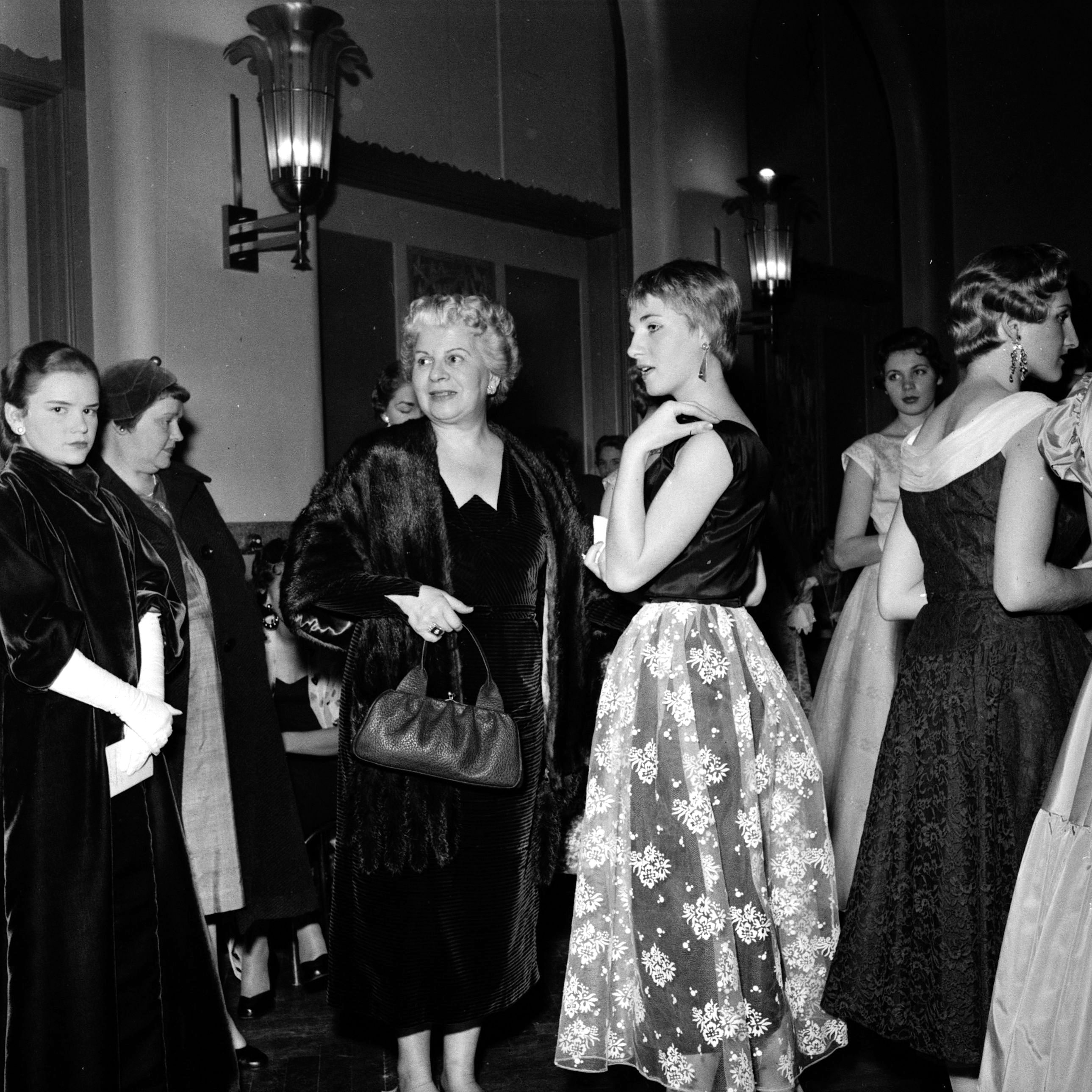
Fotomodellen van Gerda Siemer Amsterdam, 1956

Johanna Gerharda "Gerda" Siemer (Utrecht, 25 november 1892 – Amsterdam, 24 september 1988) was een bekende Nederlandse schoonheidsspecialist, onderneemster en auteur. Van ca. 1937 tot 1975 had zij een schoonheidsinstituut en een opleidingsinstituut in Amsterdam.
Siemer behoorde tot de pioniers die de opleidingen voor het beroep schoonheidsspecialist in Nederland introduceerden. Andere pioniers op het vakgebied van de schoonheidsverzorging waren bijvoorbeeld Ria de Korte (1901-1988) en Lya Goosman. Gerda Siemer volgde zelf haar opleiding in Engeland. Gerda Siemer werd bij het grote publiek vooral bekend door haar rubriek over schoonheidsverzorging in het vrouwenblad Libelle, haar boeken over schoonheidsverzorging en haar semi-autobiografische roman "Koopvrouw in Illusies". Verschillende van haar boeken zijn voorzien van illustraties van Rein van Looy. Daarnaast verzorgde zij de redactie van "Rozengeur en Maneschijn" ter gelegenheid van het 175-jarig jubileum van Boldoot.
- International Standard Name Identifier: 0000 0003 8748 7650
- Nederlandse Thesaurus van Auteursnamen: 072080183
- Virtual International Authority File: 280399207
- WorldCat: E39PBJmXMyC69483DqrQf6gkDq